# Émile Blazer
Pour les articles homonymes, voir Blazer (homonymie).
Émile Blazer (1859-1941) est un auteur, folkloriste et conservateur de musée montbéliardais.

## Biographie
Émile Blazer naît à Montbéliard le 8 mars 1859 dans le foyer d'un graveur en horlogerie. Il est le dernier d'une fratrie de quatre enfants. La famille Blazer est originaire du canton de Berne (Suisse) et est arrivée dans le Pays de Montbéliard au début du XIXe siècle. 
Il étudie au collège Cuvier de Montbéliard et reprend ensuite le commerce tenu par ses grands-parents maternels. Très engagé dans la vie locale, il contribue significativement aux activités associatives et bénévoles de Montbéliard, notamment à la Société d'Émulation de Montbéliard, au Syndicat d'Initiative, à la Société de Gymnastique "la Gauloise" et aux sapeurs-pompiers de la ville qu'il commande pendant près de 27 ans. 
Il est également voyageur et publie en 1930 des notes d'un voyage en Norvège. 
Dans les années 1930, il est nommé conservateur du château de Montbéliard et entreprend de le restaurer afin d'en faire un lieu de transmission de l'histoire et des traditions montbéliardaises. Il rassemble donc avec soin tout ce qui relève du particularisme montbéliardais, ce qui le conduit à rédiger deux ouvrages, "Transformations montbéliardaises" et "La diaichotte et le bonnet à diairi", qui paraissent en 1931-1932 sous forme de chroniques régulières dans les colonnes du journal "Le Pays de Montbéliard". 
"Transformations montbéliardaises" est un véritable ouvrage de référence qui rappelle l'histoire de Montbéliard, rue par rue et maison par maison. 
Émile Blazer décède le 19 avril 1941, à l'âge de 82 ans. Son activité inlassable a marqué la vie locale pendant près d'un demi-siècle.  

## Œuvres
- Émile Blazer, Transformations montbéliardaises, Montbéliard, Imprimerie montbéliardaise, 1931, réédité et annoté : Émile Blazer, Gilbert Baudoin et Jean-Claude Voisin, Montbéliard pas à pas, Montbéliard, Éditions Horvath et Rayot-Depoutot, 1983, 255 p. (lire en ligne)
- Émile Blazer, La diaichotte et le bonnet à diairi, Montbéliard, Imprimerie montbéliardaise, 1933, 52 p.

## Sources
- Gilbert Baudoin et Jean-Claude Voisin, « Émile Blazer (1859-1941) », dans Montbéliard pas à pas, Montbéliard, Éditions Horvath et Rayot-Depoutot, 1983 (lire en ligne), p. 5.